# Ойген Блойлер
Паул Ойген Блойлер (на немски: Paul Eugen Bleuler) (на български се среща и френското произношение Йожен) е швейцарски психиатър, известен с приносите си в изучаването на душевните болести и като създател на термина „шизофрения“.

## Научни приноси
Класическата статия на Блойлер „Деменция прекокс“ (Dementia Praecox) от 1908 г. се основава върху наблюденията му върху 647 клинични случая за осемгодишен период. Той предлага името „шизофрения“, защото деменцията не е еднотипна, а се появява само в определени периоди във връзка с определени типове въпроси. В книгата си „Деменция прекокс, или групата на шизофрениите“ (Dementia Praecox, oder Gruppe der Schizophrenien) от 1911 г. той продължава внимателния анализ, подчертавайки, че разстройството не се дължи на мозъчно увреждане с неговото неизбежно влошаване, а че прогнозата е по-скоро свързана със степента на симптомите. Внимателно разграничавайки първични и вторични симптоми, той въвежда в описателния речник понятия като „неологизъм“, „словесна салата“ и „негативна реч“. Блойлер прибавя категорията „проста шизофрения“ към трите типа на Крепелин (хебефренична, параноидна, кататонична).
В своя „Учебник по психиатрия“ (Lehrbuch der Psychiatrie) от 1916 г. Блойлер извежда две допълнителни фундаментални понятия за анализа на шизофренията: аутизъм, означаващо загуба на контакт с реалността, и амбивалентност или едновременно съществуване на взаимно изключващи се противоречия на интелектуално, емоционално или волево ниво.

## Публикации
- Die schizophrenen Geistesstörungen im Lichte langjähriger Kranken- und Familiengeschichten. Thieme, 1908.
- Dementia praecox oder Gruppe der Schizophrenien. F. Deuticke, Leipzig/Wien 1911.
- Lehrbuch der Psychiatrie. J. Springer, Berlin 1916.